# Anagraphis pluridentata
Anagraphis pluridentata är en spindelart som beskrevs av Simon 1897. Anagraphis pluridentata ingår i släktet Anagraphis och familjen plattbuksspindlar.
Artens utbredningsområde är Syrien. Inga underarter finns listade i Catalogue of Life.